# Ханты ясанг
Хӑнты ясӑӈ (Хантыйское слово) — газета на хантыйском языке, издаваемая в Ханты-Мансийске (Ханты-Мансийский АО). Основана в 1957 году. Первоначально называлась «Ленин пант хуват» («По ленинскому пути») и выходила на хантыйском и мансийском языках. В 1991 году газета была разделена на хантыйскую «Ханты ясанг» и мансийскую «Луима сэрипос» («Утренняя звезда»). С середины 2000-х годов печатается на 4-х хантыйских диалектах: ваховском, казымском, сургутском и шурышкарском. Газета имеет 4 полосы. Выходит раз в неделю. Тираж колеблется от 500 до 1000 экземпляров. В качестве приложения выпускается детская газета «Хӑтӆые».

## Предыстория
Первый номер окружной газеты «Ханты-Манчи Шоп (Шой)», или «Остяко-Вогульская правда», вышел в свет в Самаровской типографии Уралполиграфа 7 июля 1931 г. , но лишь 4 января 1934 г.  в ней появилась первая публикация  на хантыйском языке.
В дальнейшем в ней регулярно печаталась страница на хантыйском языке, которую в 1939—1941 годах редактировал Г.Д. Лазарев.

## Основание газеты
5 октября 1957 года было принято постановление Ханты-Мансийского окружного комитета КПСС о создании газеты «Ленин пант хуват» («По ленинскому пути») и назначении Григория Дмитриевича Лазарева её главным редактором.
1 ноября вышел первый номер газеты. Она печаталась преимущественно на хантыйском и иногда на мансийском языках еженедельно.
В первые годы работы в газете публиковались преимущественно тексты, переведённые на хантыйский язык из окружной газеты «Ленинская правда». Переводчиками работали Иосиф Никитич Ерныхов, Пётр Филиппович Лазарев, Виктор Семёнович Алачёв.
Сотрудники газеты входили в состав специального национального отдела при «Ленинской правде».
По постановлению Тюменского обкома партии с 1 апреля 1965 года выпуск дублированной с русского языка газеты был прекращён и в составе редакции создан отдел народностей Крайнего Севера, которому была поручена подготовка оригинальных материалов.

## Ленин пант хуват
После того, как в сентябре 1972 года Г. Д. Лазарев вышел на пенсию, обязанности заместителя редактора по национальному выпуску исполняла М. К. Волдина. Во время отпусков и учёбы на курсах при Высшей партийной школе в Свердловске её замещала Е. А. Шульгина (Нёмысова). 1 сентября 1973 года в редакцию пришла Таисья Степановна Себурова, и вдвоём с М. К. Волдиной они работали над выпуском «Ленин пант хуват» вплоть до 1990 года, когда отдел вышел из состава редакции окружной газеты.
Когда в «Ленин пант хуват» начали появляться вкладыши на мансийском языке, Мария Волдина, мансийский поэт Юван Шесталов и мансийский учёный Клавдия Афанасьева стали задумываться о создании отдельного издания на мансийском языке. Афанасьева придумала для него название «Луима сэрипос» («Утренняя звезда»).
Хантыйская и мансийская газеты получают международное признание, а её сотрудники и редактор представляют её на международных мероприятиях — Конгрессе финно-угроведов в Сыктывкаре (1985), Всесоюзной научной конференции по проблемам народностей Севера, фестивале национального искусства в Салехарде.

## Самостоятельное издание
В феврале 1991 года Ханты-Мансийский окружной совет народных депутатов создал Объединённую редакцию национальных газет «Ханты ясанг» («Хантыйское слово») и «Луима сэрипос», назначив главным редактором Марию Волдину. Штат редакций формировали из людей, хорошо владеющих родными языками, ответственным секретарём стала Таисья Степановна Себурова, в штат был зачислен корреспондентом Сергей Молданов. Газета старалась освещать жизнь ханты на местах, для чего командировала корреспондентов на мероприятия в отдалённые районы. Редакция располагалась сначала в старом здании на углу улиц Мира и Дзержинского, затем ей предоставили две комнаты в типографии. В июле 1991 года в посёлке Сосьва Берёзовского района начал действовать корпункт, который возглавил Николай Михайлович Садомин, также участвовавший в Ханты-Мансийске в выпуске газеты на мансийском языке.
К январю 1992 года сформировался постоянный штат редакции из 12 человек. Авторитет газеты укреплялся благодаря участию редактора в международных мероприятиях — конференции учредителей Международного финно-угорского фонда (Йошкар-Ола, март 1992), Международной конференции по проблемам выживания народов ханты и манси (пос. Лянтор Сургутского района, апрель 1992), съезде финно-угорских народов (Ижевск, май 1992), Международном финно-угорском фольклорном фестивале (Саранск, июль 1992). Расходы на эти командировки оплачивала ассоциация «Спасение Югры».
Газеты «Ханты ясанг» и «Луима сэрипос» начали получать каждая хантыйская и мансийская семья, школы, музеи, библиотеки, Центры культуры и другие учреждения округа. Их используют финно-угорские учёные в своих исследованиях.

## Редакторы
1957—1972 — Г. Д. Лазарев.
1972—1978, с 1981 года по 2001 год — М. К. Волдина.
1978—1981 — А. М. Сенгепов.
2001—2018 — Р. Г. Решетникова.
С 2018 года — Галина Кондина.

## Сотрудники
- И. И. Шульгин, известный хантыйский поэт, работал в редакции переводчиком в 1963 году[2].
- В. С. Волдин, хантыйский поэт, начинал работать в редакции корректором в 1964 году[2].
- Е. А. Нёмысова, хантыйский учёный (работала переводчиком с 1969 года)[2].
- А. М. Сенгепов, краевед и журналист (с 1969)[2].
- М. К. Волдина, журналист и общественный деятель (с 1971 года).